# Maximilian von Celeia

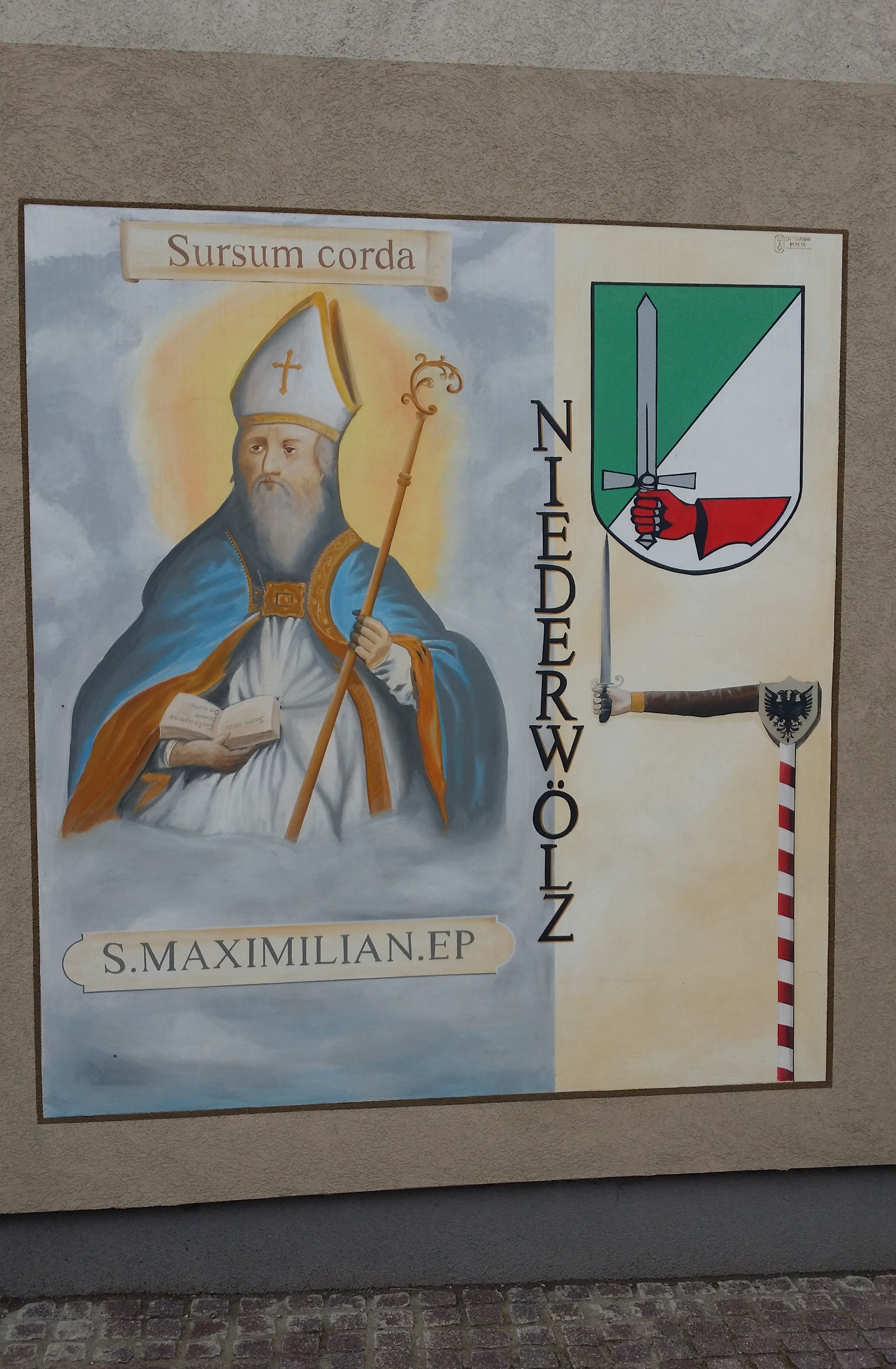
Abbildung des Heiligen Maximilian von Celeia auf einer Hauswand in Niederwölz

Maximilianus von Celeia, auch Maximilian von Lauriacum bzw. von Lorch oder Maximilian vom Pongau (* unbekannt in Celje; † um 284 ebenda), soll nach einer Überlieferung aus dem 11./13. Jahrhundert sein großes Erbe an die Sklaven seines Anwesens verschenkt haben und nach Rom gepilgert sein. Dort schickte ihn Papst Sixtus II. 257 zurück in seine Heimat, um dort seinen Glauben zu verkünden. Er war 20 Jahre lang Wanderbischof und der erste Bischof von Lauriacum (Lorch an der Enns). Während der Christenverfolgung unter Kaiser Numerian wurde er enthauptet.
Maximilian gilt als zweiter Diözesanpatron des Bistums Passau. Seine Reliquien werden im dortigen Dom seit 985 verehrt. Sein Gedenktag ist der 12. Oktober. Der nach Maximilian benannte Maxlaunmarkt wird jährlich im steirischen Ort Niederwölz abgehalten.

## Patrozinien
Kirchen mit dem Patrozinium des Maximilian von Celeia sind vorwiegend im bayrisch-österreichischen, auch ehemals habsburgischen Raum anzutreffen. Sie finden sich unter Bezeichnungen wie Maximilian-von-Celeia-Kirche, (St.) Maximilian(s)kirche oder Maxkirche. Der Tag des Patroziniums ist der 12. Oktober.

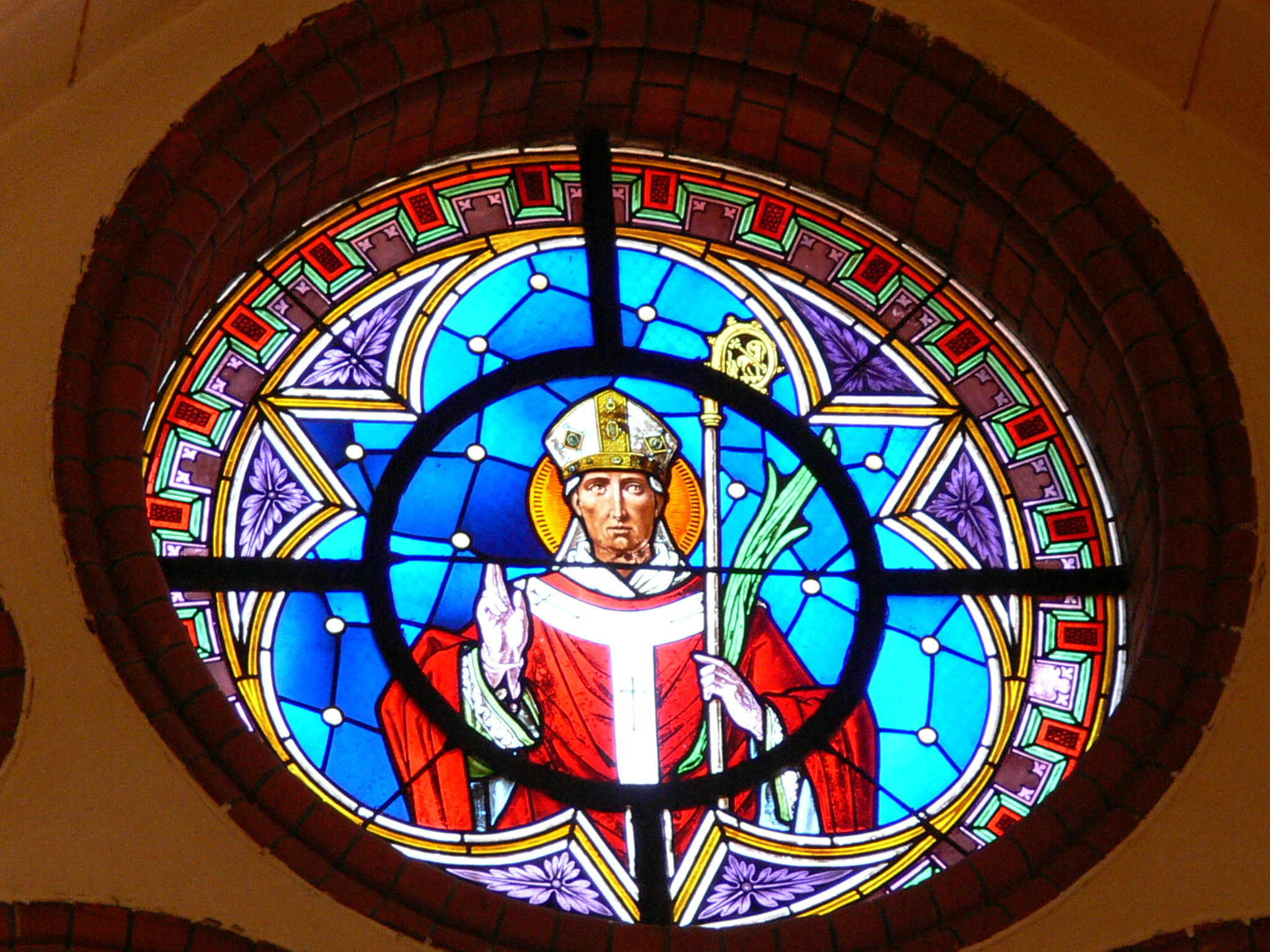
Abbildung auf einem Buntglasfenster in der Pfarrkirche Aigen-Schlägl (Oberösterreich)
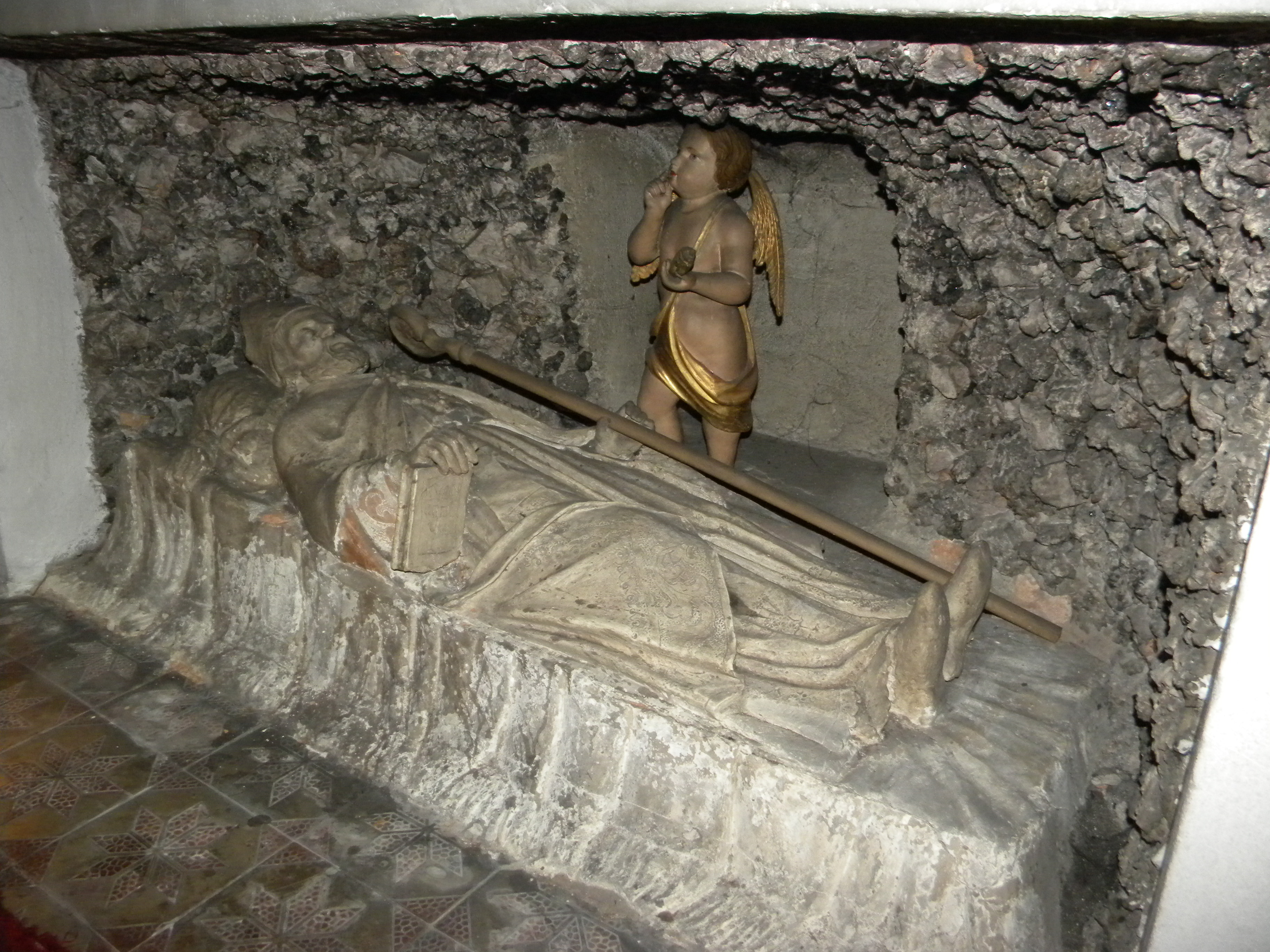
Grab von Maximilianus in der Kirche in Celje (Slowenien)